# Hugo Otero
Hugo Javier Otero Lanzarotti (n. Lima, 24 de marzo de 1945) es un comunicador peruano.

## Biografía
Hijo de Hugo Otero de la Torre, militante del partido APRA y la chilena María Lanzarotti Rivera. Vivió desde temprana edad en Chile, debido a que su padre se exilió en dicho país tras la crisis política que llevó al gobierno peruano a declarar la ilegalidad del APRA en octubre de 1948.
Estudió en el Liceo Manuel de Salas de la ciudad de Santiago, Chile. Comenzó trabajando en Radio Portales de Santiago, en donde realizó sus primeras labores en el periodismo.
Estudió Economía en la Universidad Nacional Federico Villarreal y Derecho en la Universidad de París.
Es miembro vitalicio del Colegio de Periodistas del Perú.
En 1985, participó en la campaña de Alan García para las elecciones presidenciales, en las que se encargó de la propaganda electoral.
En agosto de 1985, fue nombrado consejero presidencial de García y luego Jefe del Sistema Nacional de Comunicación Social (SINACOSO), en el cual se encargó del manejo de los medios de comunicación pertenecientes al Estado.
En octubre de 1985, la cancillería propuso a la Cámara de Senadores el nombramiento de Otero como embajador en Francia; lo que fue aprobado en segunda votación en mayo de 1986. Presentó sus cartas credenciales al presidente François Mitterrand el 22 de julio de 1986.
Regresó al Perú en 1988 y fue nombrado Consejero Presidencial.
Para las elecciones generales de 2001, diseñó la estrategia de regreso Alan García, denominada "Alan Vuelve", en la cual las bases apristas anunciaban el regreso del expresidente al país tras ocho años de exilio y "Alan Perú", la cual se llevó a cabo cuando García regresó al Perú e hizo campaña presidencial que lo llevó hasta la segunda vuelta electoral.
Para las elecciones generales de 2006, Otero dirigió nuevamente el equipo de imagen de García, quien resultó elegido presidente por segunda vez.
En septiembre de 2006, fue nombrado como embajador del Perú en Chile y presentó sus cartas credenciales a la presidenta Michelle Bachelet el 17 de octubre. Para sus primeros días en Chile, llegó acompañado por una delegación de tres ministros y 200 representantes de todos los sectores, con el objetivo de promover las relaciones económico-comerciales de Perú y Chile, labor que impulsó durante la mayor parte de su misión diplomática. Permaneció en el cargo hasta marzo de 2008.
Para la campaña electoral de 2011, Otero asesoró a Pedro Pablo Kuczynski, quien resultó en tercer lugar.
En noviembre de 2016, fue designado embajador del Perú en Ecuador. Otero presentó sus cartas credenciales al ministro de exteriores Guillaume Long el día 18 de enero de 2017.

## Reconocimientos
- Orden al Mérito del Servicio Diplomático del Perú José Gregorio Paz Soldán en el grado de Gran Cruz (2015)
- Orden al Mérito de Chile en el grado de Gran Cruz (2009)